# Liste der Orgeln in Paris
In der Liste der Orgeln in Paris werden sukzessive alle Orgeln in Paris erfasst.

## Vorbemerkung

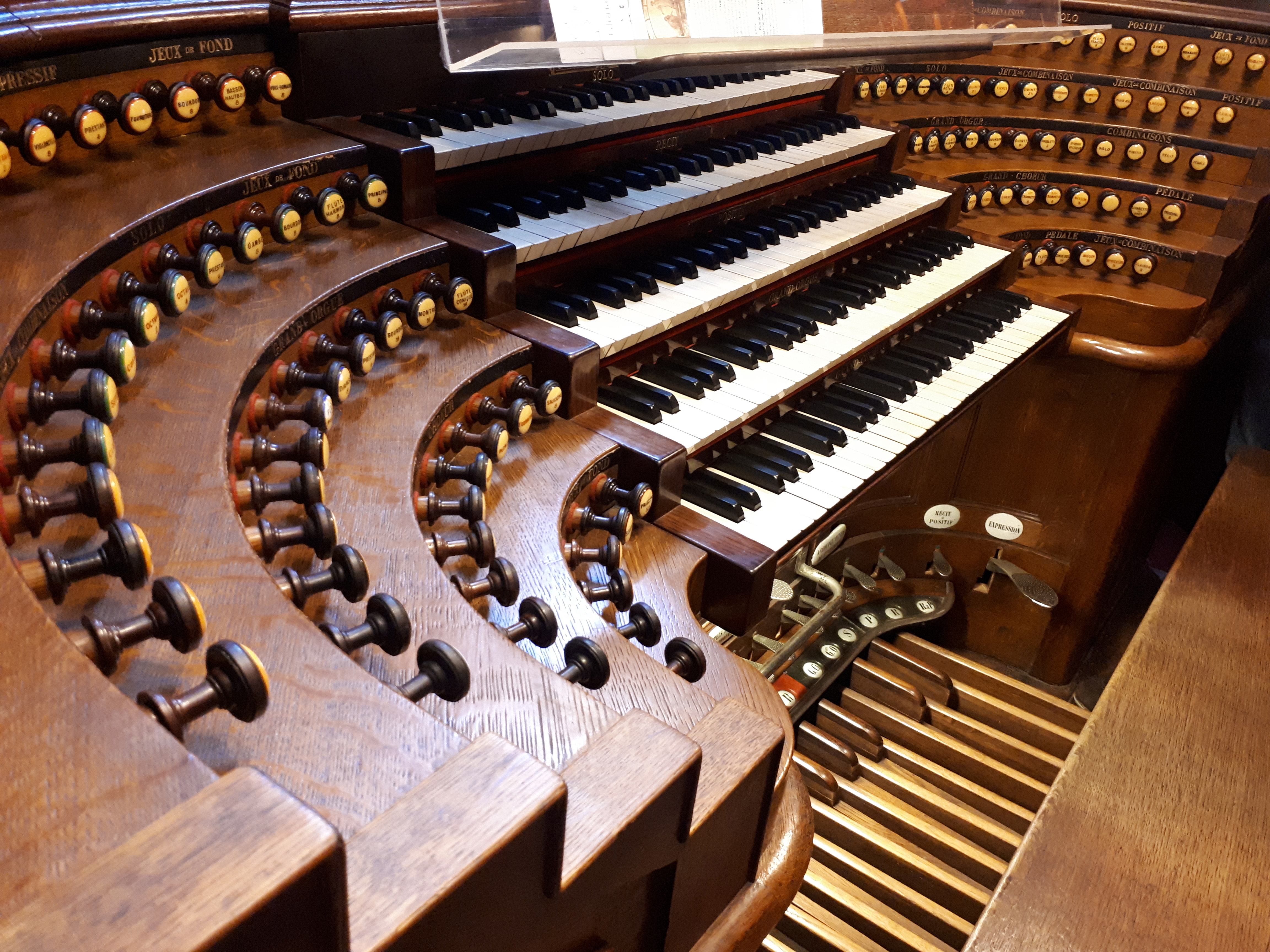
Die Cavaillé-Coll-Orgel von Saint-Sulpice in Paris zählt zu den größten und bekanntesten Orgeln Frankreichs.

Paris ist als Hauptstadt der französischen Republik auch gleichzeitig das Zentrum der französischen Orgelkultur. Zahlreiche berühmte Komponisten und Organisten wirkten und wirken bis heute an den großen Stadtkirchen. Des Weiteren ist die Orgellandschaft Paris untrennbar mit dem Namen Aristide Cavaillé-Coll verbunden, der bis heute zu den bedeutendsten Orgelbauern gezählt wird und hier seine Werkstatt in der 13 Avenue du Maine im 15. Arrondissement führte und durch den zahlreiche Orgeln auch in Paris errichtet oder umgebaut wurden.
Paris ist zudem reich an historischen Orgeln aus dem 19. und 18. Jahrhundert, da die Stadt in den beiden Weltkriegen kaum zerstört wurde und nur wenige Instrumente im Zuge der Orgelbewegung ersetzt wurden. Allerdings teilen viele der Instrumente eine bewegte Geschichte und wurden im Laufe der Jahrhunderte immer wieder um- und technisch neugebaut. Prominente Beispiele dafür sind die Orgeln von Saint-Sulpice und der Kathedrale Notre Dame, die in ihrem Kern noch auf Instrumente aus dem 18. Jahrhundert zurückgehen.
Viele Pariser Kirchen besitzen zwei Orgeln, eine Haupt- und eine Chororgel. Dies geht auf die in ganz Frankreich an großen und bedeutenden Kirchen gängige Praxis zurück, den Gottesdienst durch zwei Organisten mit unterschiedlichen Aufgabenbereichen zu gestalten. Die Hauptorgel übernimmt konzertante bzw. solistische Aufgaben und wird für die rein instrumentalen Teile der Heiligen Messe verwendet: Entrée (Einzug), Offertoire (Gabenbereitung), Communion (Kommunionausteilung) und Sortie (Auszug). Sie ist zudem in Paris der Regel der Arbeitsplatz eines berühmten Titularorganisten.
Die erheblich kleinere Chororgel dient dagegen dem Liturgischen Orgelspiel, z. B. der Begleitung der Gesänge und gegebenenfalls eines Chores.

## Liste der Orgeln
| Arr.   | Bild | Gebäude                                                                     | Orgelbauer           | Bau- jahr | Man.  | Reg.   | Orgeltyp                                                           | Anmerkungen |  |
| ------ | ---- | --------------------------------------------------------------------------- | -------------------- | --------- | ----- | ------ | ------------------------------------------------------------------ | --- |  |
| I.     |      | Saint-Eustache (Standort)                                                   | Van den Heuvel       | 1989      | V/P   | 101    | Hauptorgel                                                         | Im historischen Gehäuse |  |
| I.     |      | Saint-Eustache (Standort)                                                   | Abbey                | 1842      | II/P  | 16     | Chororgel                                                          | Im historischen Gehäuse |  |
| I.     |      | Saint-Germain-l’Auxerrois (Standort)                                        | Clicquot             | 1771      | III/P | 32     | Hauptorgel                                                         | 1791 in Saint-Germain aufgestellt. |  |
| I.     |      | Saint-Germain-l’Auxerrois (Standort)                                        | Abbey                | 1839      | II/P  | 12     | Chororgel                                                          | |  |
| I.     |      | Saint-Leu-Saint Gilles (Standort)                                           | Clicquot             | 1788      | III/P | 24     | Hauptorgel                                                         | seit den 1970er Jahren unspielbar. |  |
| I.     |      | Saint-Leu-Saint Gilles (Standort)                                           | Suret                | 1855      | II/P  | 13     | Chororgel                                                          | |  |
| I.     |      | St-Roch (Standort)                                                          | Cavaillé-Coll        | 1842      | IV/P  | 53     | Hauptorgel                                                         | 1927 durch Joseph Gutschenritter um ein viertes Manual erweitert |  |
| I.     |      | St-Roch (Standort)                                                          | Cavaillé-Coll        | 1865      | II/P  | 11     | Chororgel                                                          | |  |
| I.     |      | Notre-Dame-de-l’Assomption (Standort)                                       | Cavaillé-Coll        | ~ 1890    | II/P  | 19     | Hauptorgel                                                         | |  |
| I.     |      | Temple Protestant de l’Oratoire du Louvre (Standort)                        | Gonzalez             | 1962      | III/P | 67     | Hauptorgel                                                         | Unter Verwendung von zahlreichen Teilen der Vorgängerorgel von Merklin (1898) |  |
| I.     |      | Temple Protestant de l’Oratoire du Louvre (Standort)                        | Kuhn                 | ~ 1960    | II/P  | 3      | Positiv                                                            | |  |
| II.    |      | Notre-Dame-de-Bonne-Nouvelle (Standort)                                     | Abbey                | ~ 1890    | II/P  | 19     | Chororgel                                                          | |  |
| II.    |      | Notre-Dame-des-Victoires (Standort)                                         | Kern                 | 1973      | IV/P  | 49     | Hauptorgel                                                         | Technischer Neubau der Orgel im historischen Gehäuse von 1739 |  |
| II.    |      | Notre-Dame-des-Victoires (Standort)                                         | Gonzalez             | 1937      | II/P  | 19     | Chororgel                                                          | |  |
| III.   |      | Saint-Denys-du-Sacrement (Standort)                                         | Callinet             | 1839      | III/P | 38     | Hauptorgel                                                         | 1866 erweitert durch Aristide Cavaillé-Coll |  |
| III.   |      | Saint-Denys-du-Sacrement (Standort)                                         | Cavaillé-Coll        | 1867      | II/P  | 12     | Chororgel                                                          | 1866 erweitert durch Aristide Cavaillé-Coll |  |
| III.   |      | St-Nicolas-des-Champs (Standort)                                            | Clicquot             | 1777      | V/P   | 56     | Hauptorgel                                                         | |  |
| III.   |      | St-Nicolas-des-Champs (Standort)                                            | Abbey                | 1845      | II/P  | 22     | Chororgel                                                          | |  |
| III.   |      | Sainte-Élisabeth (Standort)                                                 | Suret                | 1853      | II/P  | 39     | Hauptorgel                                                         | |  |
| III.   |      | Sainte-Élisabeth (Standort)                                                 | unbekannt            | ~ 1820    | I/P   | 7      | Chororgel                                                          | Exaktes Baujahr und Erbauer unbekannt; in der ersten Hälfte des 19. Jahrhunderts erbaut. |  |
| III.   |      | Cathédrale Sainte-Croix de Paris des Arméniens (Standort)                   | Cavaillé-Coll        | 1844      | II/P  | 19     | Hauptorgel                                                         | |  |
| III.   |      | Cathédrale Sainte-Croix de Paris des Arméniens (Standort)                   | Cavaillé-Coll        | 1850      | II/P  | 8      | Chororgel                                                          | |  |
| III.   |      | Synagoge der Rue Notre-Dame-de-Nazareth (Standort)                          | Cavaillé-Coll        | 1852      | II/P  | 11     | Hauptorgel                                                         | |  |
| IV.    |      | Kathedrale Notre-Dame-de-Paris (Standort)                                   | Cavaillé-Coll        | 1868      | V/P   | 115    | Hauptorgel                                                         | → Orgeln der Kathedrale Notre-Dame de Paris |  |
| IV.    |      | Kathedrale Notre-Dame-de-Paris (Standort)                                   |                      |           |       |        | Chororgel                                                          | Die bisherige Chororgel (II/P, 30) von Robert Boisseau wurde beim Brand von Notre-Dame in Paris 2019 zerstört. Nach dem Wiederaufbau der Kathedrale wird die Kirche wieder eine neue Chororgel erhalten. → Orgeln der Kathedrale Notre-Dame de Paris                                       |  |
| IV.    |      | Notre-Dame-des-Blancs-Manteaux (Standort)                                   | Kern                 | 1964      | IV/P  | 42     | Hauptorgel                                                         | Neubau im historischen Gehäuse |  |
| IV.    |      | Notre-Dame-des-Blancs-Manteaux (Standort)                                   | Kern                 | 1971      | II/P  | 10     | Chororgel                                                          | |  |
| IV.    |      | Saint-Louis-en-l’Île (Standort)                                             | Aubertin             | 2005      | III/P | 51     | Hauptorgel                                                         | |  |
| IV.    |      | Saint-Louis-en-l’Île (Standort)                                             | Gutschenritter       | 1965      | II/P  | 20     | Chororgel                                                          | |  |
| IV.    |      | Saint-Gervais-Saint-Protais (Standort)                                      | Clicquot             | 1768      | V/P   | 41     | Hauptorgel                                                         | Unter Verwendung von Gehäuse und Teilen der Vorgängerorgel von Thierry aus dem 17. Jahrhundert. |  |
| IV.    |      | Saint-Gervais-Saint-Protais (Standort)                                      | Callinet             | 1845      | II/P  | 16     | Chororgel                                                          | |  |
| IV.    |      | Saint-Gervais-Saint-Protais (Standort)                                      |                      |           |       |        | Positiv                                                            | |  |
| IV.    |      | Saint-Merri (Standort)                                                      | Clicquot             | 1781      | IV/P  | 64     | Hauptorgel                                                         | 1857 durch Cavaillé-Coll erweitert. |  |
| IV.    |      | Saint-Merri (Standort)                                                      | Merklin              | 1880      | II/P  | 16     | Chororgel                                                          | 1968 Umbau durch Gonzalez |  |
| IV.    |      | Saint-Paul-Saint-Louis (Standort)                                           | Narcisse Martin      | 1871      | III/P | 40     | Hauptorgel                                                         | |  |
| IV.    |      | Saint-Paul-Saint-Louis (Standort)                                           | Krischer             | ~ 19. Jh. | II/P  | 13     | Chororgel                                                          | |  |
| IV.    |      | Temple Protestant du Marais (Standort)                                      | Merklin              | 1895      | II/P  | 18     | Hauptorgel                                                         | |  |
| IV.    |      | Église Protestant des Bilettes (Standort)                                   | Muhleisen            | 1983      | III/P | 29     | Hauptorgel                                                         | |  |
| IV.    |      | Synagoge des Tournelles (Standort)                                          | unbekannt            |           |       |        | Hauptorgel                                                         | Die Orgel könnte von dem elsässischen Orgelbauer Wetzel aus der zweiten Hälfte des 19. Jahrhunderts stammen |  |
| IV.    |      | Cité internationale des arts (Standort)                                     | Maciet               | 1978      | II/P  | 16     | Konzertorgel                                                       | |  |
| V.     |      | Saint-Étienne-du-Mont (Standort)                                            | Cavaillé-Coll        | 1863      | IV/P  | 89     | Hauptorgel                                                         | Zahlreiche Teile der Vorgängerorgeln von Clicquot (1777), Pescheur (1731) und das Gehäuse von 1633 sind erhalten. |  |
| V.     |      | Saint-Étienne-du-Mont (Standort)                                            | Puget                | 1902      | II/P  | 12     | Chororgel                                                          | |  |
| V.     |      | Saint-Jaques-du-Haut-Pas (Standort)                                         | Kern                 | 1971      | IV/P  | 47     | Hauptorgel                                                         | Im historischen Gehäuse von 1587 |  |
| V.     |      | Saint-Jaques-du-Haut-Pas (Standort)                                         | Cavaillé-Coll        | 1865      | II/P  | 14     | Chororgel                                                          | |  |
| V.     |      | Saint-Médard (Standort)                                                     | Stoltz               | 1880      | III/P | 32     | Hauptorgel                                                         | Im historischen Gehäuse von 1747 |  |
| V.     |      | Saint-Médard (Standort)                                                     | Roethinger           | 1964      | II/P  | 14     | Chororgel                                                          | |  |
| V.     |      | Saint-Séverin (Standort)                                                    | Kern                 | 1963      | IV/P  | 59     | Hauptorgel                                                         | |  |
| V.     |      | Saint-Séverin (Standort)                                                    | Hartmann             | 1966      | I/P   | 7      | Chororgel                                                          | |  |
| V.     |      | Saint-Séverin (Standort)                                                    |                      |           | I     | 3      | Chororgel                                                          | aufgestellt in der Werktagskapelle |  |
| V.     |      | Val-de-Grâce (Standort)                                                     | Cavaillé-Coll        | 1853      | II/P  | 22     | Hauptorgel                                                         | Ursprünglich für Sainte-Geneviève errichtet; 1893 durch Merklin nach Val-de-Grâce umsetzt. |  |
| V.     |      | Saint-Nicolas-du-Chardonnet (Standort)                                      | Gaillard             | 2009      | IV/P  | 47     | Hauptorgel                                                         | Technischer Neubau unter Verwendung sämtlicher historischer Teile der Vorgängerorgeln. |  |
| V.     |      | Saint-Nicolas-du-Chardonnet (Standort)                                      | unbekannt            | ~ 1890    | II/P  | 12     | Chororgel                                                          | Exaktes Baujahr und Erbauer unbekannt; Ende des 19. Jahrhunderts. |  |
| V.     |      | Chapelle de la Congrégation du Saint-Esprit (Standort)                      | Gaillard             | 1984      | II/P  | 23     | Hauptorgel                                                         | Technischer Neubau unter Verwendung der Vorgängerorgel von Mutin. |  |
| V.     |      | Chapelle Sainte-Ursule de la Sorbonne (Standort)                            | Dallary              | 1825      | III/P | 23     | Hauptorgel                                                         | |  |
| V.     |      | Kathedrale Notre-Dame du Liban (Standort)                                   | Tronchet             | ~ 1920    | II/P  | 10     | Hauptorgel                                                         | Ursprüngliuch als Salonorgel errichtet, seit 1997 in Notre-Dame du Liban |  |
| V.     |      | Église Protestant Saint-Marcel (Standort)                                   | Dalstein & Haerpfer  | 1908      | II/P  | 10     | Hauptorgel                                                         | |  |
| V.     |      | Chapelle du lycée Henri IV (Standort)                                       | Abbey                | 1845      | I/P   | 7      | Hauptorgel                                                         | |  |
| V.     |      | Chapelle du lycée Louis le Grand (Standort)                                 | Merklin              | ~ 1890    | I/P   | 5      | Hauptorgel                                                         | |  |
| V.     |      | Schola Cantorum (Standort)                                                  | Mutin-Cavaillé-Coll  | 1902      | III/P | 27     | Konzertorgel                                                       | |  |
| V.     |      | Hausorgel Maurice Duruflé (Standort)                                        | Gonzalez             | 1967      | III/P | 30     | Hausorgel                                                          | |  |
| V.     |      | Conservatoire municipal Gabriel Fauré (Standort)                            | Gonzalez             | 1976      | II/P  | 6      | Unterrichtsorgel                                                   | |  |
| VI.    |      | Notre-Dame-des-Champs (Standort)                                            | Cavaillé-Coll        | 1877      | II/P  | 34     | Hauptorgel                                                         | |  |
| VI.    |      | Saint-Germain-des-Prés (Standort)                                           | Haerpfer & Erman     | 1973      | IV/P  | 56     | Hauptorgel                                                         | |  |
| VI.    |      | Saint-Sulpice (Standort)                                                    | Cavaillé-Coll        | 1862      | V/P   | 102    | Hauptorgel                                                         | Eine der bedeutendsten und bekanntesten Instrumente. → Hauptorgel von Saint-Sulpice |  |
| VI.    |      | Saint-Sulpice (Standort)                                                    | Cavaillé-Coll        | 1858      | II/P  | 21     | Chororgel                                                          | → Chororgel von Saint-Sulpice |  |
| VI.    |      | Saint-Ignace (Standort)                                                     | Cavaillé-Coll        | 1891      | III/P | 43     | Hauptorgel                                                         | Im historische Gehäuse von Loret (1862); 1972 Erweiterung um ein Rückpositiv und Bau eines neuen Spieltisches durch Haerpfer & Erman; 1998 und 2012 Restaurierung durch Yves Kœnig. |  |
| VI.    |      | Saint-Joseph-des-Carmes (Standort)                                          | Didier               | 1902      | II/P  | 25     | Hauptorgel                                                         | |  |
| VI.    |      | Chapelle Notre-Dame-des-Anges (Standort)                                    | Joseph Merklin       | 1867      | II/P  | 11     | Chororgel                                                          | |  |
| VI.    |      | Chapelle de la Congrégation du Bon secours (Standort)                       | Suret                | ~ 1850    | II/P  | 18     | Hauptorgel                                                         | |  |
| VI.    |      | Chapelle des Soeurs Auxiliatrices (Standort)                                | Mutin-Cavaillé-Coll  | 1923      | I/P   | 8      | Hauptorgel                                                         | |  |
| VI.    |      | Chapelle des soeurs du Saint-enfant Jésus (Standort)                        | Puget                | 1895      | I/P   | 13     | Hauptorgel                                                         | |  |
| VI.    |      | Chapelle du Collège Stanislas (Standort)                                    | Cavaillé-Coll        | 1886      | II/P  | 12     | Hauptorgel                                                         | |  |
| VI.    |      | Chapelle des Lazaristes Saint Vincent de Paul (Standort)                    | Cavaillé-Coll        | 1864      | II/P  | 20     | Hauptorgel                                                         | |  |
| VI.    |      | Église Protestant de Luxembourg (Standort)                                  | Abbey                | 1892      | II/P  | 23     | Hauptorgel                                                         | |  |
| VII.   |      | Saint-François-Xavier (Standort)                                            | Dargassies           | 1992      | III/P | 64     | Hauptorgel                                                         | Technischer Neubau unter Verwendung von Gehäuse und zahlreichem Material der Vorgängerorgeln. |  |
| VII.   |      | Saint-Pierre-du-Gros-Caillou (Standort)                                     | Gonzalez             | 1976      | III/P | 47     | Hauptorgel                                                         | |  |
| VII.   |      | Saint-Pierre-du-Gros-Caillou (Chapelle) (Standort)                          | Gonzalez             | 1972      | III/P | 22     | Chororgel                                                          | |  |
| VII.   |      | Saint-Thomas-d’Aquin (Standort)                                             | Schwenkedel          | 1971      | IV/P  | 49     | Hauptorgel                                                         | |  |
| VII.   |      | Sainte-Clotilde (Standort)                                                  | Cavaillé-Coll        | 1859      | III/P | 61     | Hauptorgel                                                         | Mehrfach umgebaut und erweitert. |  |
| VII.   |      | Sainte-Clotilde (Standort)                                                  | Pleyel-Cavaillé-Coll | 1934      | II/P  | 10     | Chororgel                                                          | Auf der ersten Empore unterhalb des linken Pedalturmes der Hauptorgel eingebaut. Da das Instrument über keinen Prospekt verfügt, ist es von unten nahezu nicht zu erkennen. |  |
| VII.   |      | Chapelle de Jesus-Enfant (Standort)                                         | Cavaillé-Coll        | 1839      | II/P  | 21     | Hauptorgel                                                         | Die Orgel befand sich zuvor in der Église Protestant des Bilettes errichtet; seit 1988 in der Chapelle von Sainte-Clotilde |  |
| VII.   |      | Kathedrale Saint-Louis-des-Invalides (Standort)                             | Beuchet-Debierre     | 1957      | III/P | 54     | Hauptorgel                                                         | Zahlreiche historische Pfeifen sowie das Gehäuse von Thierry (1687) sowie einige Register von Gadault (1857) sind bis heute erhalten. |  |
| VII.   |      | Chapelle Notre-Dame-de-la-Médaille-Miraculeuse (Standort)                   | Cavaillé-Coll        | ~ 1880    | II/P  | 12     | Hauptorgel                                                         | |  |
| VII.   |      | Chapelle Notre-Damedu Bon Conseil (Standort)                                | Beuchet-Debierre     | 1966      | II/P  | 12     | Hauptorgel                                                         | |  |
| VII.   |      | Temple Protestant de Pentemont (Standort)                                   | Cavaillé-Coll        | 1846      | III/P | 35     | Hauptorgel                                                         | |  |
| VII.   |      | American Church (Standort)                                                  | Beckerath            | 1988      | III/P | 47     | Hauptorgel                                                         | |  |
| VII.   |      | American Church (Standort)                                                  | Abbey                | 1931      |       |        | Chororgel                                                          | |  |
| VII.   |      | Chapelle de l’École militaire (Standort)                                    | Gonzalez             | 1970      | III/P | 23     | Hauptorgel                                                         | |  |
| VII.   |      | Chapelle Saint-Dominique Saint-Matthieu (Standort)                          | Cavaillé-Coll        |           | II/P  | 6      | Hauptorgel                                                         | Ursprünglich als Salonorgel erbaut; 1928 in die Klosterkirche Saint-Dominique Saint-Matthieu umgesetzt; Im Generalschweller. |  |
| VII.   |      | Église luthérienne Saint-Jean (Standort)                                    | Mutin-Cavaillé-Coll  | 1911      | II/P  | 12     | Hauptorgel                                                         | |  |
| VII.   |      | Institut National des jeunes aveugles (Salle Sèvres) (Standort)             | Cavaillé-Coll        | 1885      | II/P  | 19     | Konzertorgel                                                       | |  |
| VII.   |      | Institut National des jeunes aveugles (Salle Marchal) (Standort)            | Cavaillé-Coll        | 1885      | III/P | 64     | Konzertorgel                                                       | |  |
| VII.   |      | Institut National des jeunes aveugles (Salle Duroc) (Standort)              | Cavaillé-Coll        | 1857      | II/P  | 21     | Konzertorgel                                                       | |  |
| VIII.  |      | Saint-André-de-l’Europe (Standort)                                          | Delmotte             | 1871      | II/P  | 19     | Hauptorgel                                                         | |  |
| VIII.  |      | Saint-Augustin (Standort)                                                   | Peschard             | 1868      | III/P | 53     | Hauptorgel                                                         | Die Orgel zählte zu den ersten Instrumenten mit elektrischer Traktur, allerdings wurde diese bereits 1897 durch Cavaillé-Coll durch eine mechanische Traktur ersetzt; 1962 erweitert durch Beuchet-Debierre                                                                                |  |
| VIII.  |      | Saint-Augustin (Standort)                                                   | Mutin-Cavaillé-Coll  | 1899      | II/P  | 21     | Chororgel                                                          | |  |
| VIII.  |      | Saint-Philippe-du-Roule (Standort)                                          | Mutin-Cavaillé-Coll  | 1903      | III/P | 40     | Hauptorgel                                                         | |  |
| VIII.  |      | Saint-Philippe-du-Roule (Standort)                                          | Mutin-Cavaillé-Coll  | 1900      | II/P  | 12     | Chororgel                                                          | |  |
| VIII.  |      | Sainte-Marie-Madeleine (Standort)                                           | Cavaillé-Coll        | 1846      | IV/P  | 60     | Hauptorgel                                                         | Ursprünglich nur III/48; 1971 durch Gonzalez elektrifiziert und sukzessive erweitert. |  |
| VIII.  |      | Sainte-Marie-Madeleine (Standort)                                           | Cavaillé-Coll        | 1843      | II/P  | 16     | Chororgel                                                          | Ursprünglich nur II/12; diverse Umbauten; 1976 durch Gonzalez elektrifiziert und erweitert. |  |
| VIII.  |      | Église Protestante du Saint-Esprit (Standort)                               | Mutin-Cavaillé-Coll  | 1899      | II/P  | 12     | Hauptorgel                                                         | |  |
| VIII.  |      | Cathédrale américaine de Paris (Standort)                                   | Cavaillé-Coll        | 1887      | IV/P  | 72     | Mehrere Umbauten und Erweiterungen (zuletzt 1993 durch Dargassies) | |  |
| VIII.  |      | Frederikskirken (Standort)                                                  | Marcussen            | 1998      | II/P  | 20     | Hauptorgel                                                         | |  |
| VIII.  |      | Chapelle du Corpus-Christi (Standort)                                       | Abbey                | 1898      | II/P  | 24     | Hauptorgel                                                         | |  |
| VIII.  |      | Chapelle du couvent des Dominicains (Standort)                              | Merklin              | 1879      | II/P  | 30     | Hauptorgel                                                         | |  |
| VIII.  |      | Chapelle du collège et lycée Fénelon Sainte Marie (Standort)                | Cavaillé-Coll        | 1877      | II/P  | 12     | Hauptorgel                                                         | |  |
| VIII.  |      | Conservatoire à Rayonnement Régional (Salle Olivier Alain) (Standort)       | Grenzing             | 1996      | III/P | 32     | Konzertorgel                                                       | |  |
| IX.    |      | Notre-Dame-de-Lorette (Standort)                                            | Cavaillé-Coll        | 1838      | III/P | 48     | Hauptorgel                                                         | Eine der ältesten Orgeln von Cavaillé-Coll. |  |
| IX.    |      | Notre-Dame-de-Lorette (Standort)                                            | Abbey                | 1887      | II/P  | 12     | Chororgel                                                          | Aufgestellt hinter dem Hochaltar |  |
| IX.    |      | Saint-Eugène-Sainte-Cécile (Standort)                                       | Merklin              | 1838      | III/P | 33     | Hauptorgel                                                         | |  |
| IX.    |      | Saint-Eugène-Sainte-Cécile (Standort)                                       | unbekannt            | ~ 19. Jh. | II/P  | 10     | Chororgel                                                          | Aufgestellt am rechten Rand der Empore (siehe Foto); exaktes Baujahr und Erbauer unbekannt. |  |
| IX.    |      | Saint-Louis-d’Antin (Standort)                                              | Cavaillé-Coll        | 1858      | II/P  | 26     | Hauptorgel                                                         | |  |
| IX.    |      | Sainte-Trinité (Standort)                                                   | Cavaillé-Coll        | 1871      | III/P | 61     | Hauptorgel                                                         | |  |
| IX.    |      | Sainte-Trinité (Standort)                                                   | Cavaillé-Coll        | 1870      | II/P  | 15     | Chororgel                                                          | |  |
| IX.    |      | Temple Protestant de la Rédemption (Standort)                               | Cavaillé-Coll        | 1844      | II/P  | 20     | Hauptorgel                                                         | |  |
| IX.    |      | Christuskirche (Standort)                                                   | Detlef Kleuker       | 1964      | II/P  | 19     | Hauptorgel                                                         | |  |
| IX.    |      | Grande Synagogue (Standort)                                                 | Merklin              | 1875      | II/P  | 26     | Hauptorgel                                                         | |  |
| IX.    |      | Opéra Garnier (Standort)                                                    | Cavaillé-Coll        | 1875      | II/P  | 14     | Konzertorgel                                                       | seit etwa 1974 unspielbar, aber vollständig erhalten. |  |
| IX.    |      | Chapelle du Lycée Jacques-Decour (Standort)                                 | Swiderski            | 1982      | II/P  | 20     | Hauptorgel                                                         | |  |
| IX.    |      | Synagoge Buffault (Standort)                                                | unbekannt            | 1970      | II/P  | 13     | Hauptorgel                                                         | Die romantische Orgel wurde 1970 aus Teilen zweier historischer Orgeln (Abbey und Cavaillé-Coll) erbaut. Eine Besonderheit ist die sehr niedrige Aufstellung in den tribünenartigen Rängen der Empore, sodass das Instrument von unten faktisch unsichtbar ist.                            |  |
| X.     |      | Saint-Joseph-Artisan (Standort)                                             | Gonzalez             | 1966      | II/P  | 26     | Hauptorgel                                                         | |  |
| X.     |      | Saint-Laurent (Standort)                                                    | Merklin              | 1867      | III/P | 40     | Hauptorgel                                                         | Unter Verwendung von Teilen der Vorgängerorgeln von Clicquot (1767) und François Ducastel 1682, von Letzterem stammt auch das Gehäuse. |  |
| X.     |      | Saint-Laurent (Standort)                                                    | Jacquot-Lavergne     | ~ 1960    | II/P  | 16     | Chororgel                                                          | Exaktes Baujahr unbekannt, Mitte des 20. Jahrhunderts erbaut. |  |
| X.     |      | Saint-Martin-des-Champs (Standort)                                          | Cavaillé-Coll        | ~ 1870    | II/P  | 18     | Chororgel                                                          | Exaktes Baujahr unbekannt, In der 2. Hälfte des 19. Jahrhunderts erbaut. |  |
| X.     |      | Saint-Vincent-de-Paul (Standort)                                            | Cavaillé-Coll        | 1862      | IV/P  | 66     | Hauptorgel                                                         | |  |
| X.     |      | Saint-Vincent-de-Paul (Standort)                                            | Cavaillé-Coll        | 1858      | II/P  | 22     | Chororgel                                                          | |  |
| X.     |      | Chapelle de l’Hôpital Lariboisière (Standort)                               | Suret                | 1855      | II/P  | 9      | Hauptorgel                                                         | |  |
| X.     |      | Église Protestante Unie La Rencontre (Standort)                             | Gutschenritter       | 1966      | II/P  | 11     | Hauptorgel                                                         | Die Orgel enthält einige Teile der ehemaligen Chororgel von Saint-Louis en Île |  |
| X.     |      | Conservatoire municipal Hector Berlioz (Standort)                           | unbekannt            | 1997      | III/P | 18     | Unterrichtsorgel                                                   | 2000 durch Dargassies restauriert und von Marseille nach Paris umgesetzt. |  |
| XI.    |      | Notre-Dame-d’Espérance (Standort)                                           | Gonzalez             | 1946      | II/P  | 20     | Chororgel                                                          | Ursprünglich für die alte Kirche erbaut und 1997 in die neue Kirche übernommen, dabei fand ein Umbau durch Dargassies statt. Ältere Teile aus dem 19. Jahrhundert sind erhalten. |  |
| XI.    |      | Notre-Dame-du-Perpétuel-Secours (Standort)                                  | Dargassies           | 2004      | III/P | 62     | Hauptorgel                                                         | Unter Verwendung von Teilen der ehemaligen Orgeln von Saint-Ferdinand-des-Ternes und Saint-Georges erbaut. |  |
| XI.    |      | Saint-Ambroise (Standort)                                                   | Merklin              | 1869      | III/P | 32     | Hauptorgel                                                         | |  |
| XI.    |      | Saint-Ambroise (Standort)                                                   | Merklin              | ~ 1890    | II/P  | 12     | Chororgel                                                          | Exaktes Baujahr unbekannt; Ende des 19. Jahrhunderts errichtet. |  |
| XI.    |      | Saint-Joseph-des-Nations (Standort)                                         | Stoltz               | 1874      | III/P | 40     | Hauptorgel                                                         | Mehrere Umbauten und eine Elektrifizierung durch Gonzalez 1963 |  |
| XI.    |      | Sainte-Marguerite (Standort)                                                | Stoltz               | 1873      | II/P  | 15     | Hauptorgel                                                         | Mehrere Umbauten |  |
| XI.    |      | Sainte-Marguerite (Standort)                                                | Haerpfer & Erman     | 1970      | II/P  | 12     | Chororgel                                                          | Unter Verwendung von Teilen der Vorgängerorgel von Stoltz (1875) |  |
| XI.    |      | Temple Protestant du Foyer de l’Âme (Standort)                              | Bloemenroeder        | 2009      | II/P  | 21     | Hauptorgel                                                         | Im historischen Gehäuse von Mutin-Cavaillé-Coll (1907). |  |
| XI.    |      | Église Protestant du Bon-Secours (Standort)                                 | Merklin              | 1898      | II/P  | 8      | Hauptorgel                                                         | |  |
| XII.   |      | Immaculée-Conception (Standort)                                             | Benoist & Sarélot    | 1981      | III/P | 33     | Hauptorgel                                                         | Im historischen Gehäuse von John Abbey (1881) |  |
| XII.   |      | Notre-Dame-de-la-Nativitée de Bercy (Standort)                              | Stoltz               | 1880      | II/P  | 12     | Hauptorgel                                                         | |  |
| XII.   |      | Saint-Antoine-des-Quinze-Vingts (Standort)                                  | Cavaillé-Coll        | 1894      | III/P | 47     | Hauptorgel                                                         | Ursprünglich als Privatorgel für den Baron Albert de l’Epée erbaut und 1909 durch Merklin mit neuem Gehäuse in Saint-Antoine-des-Quinze-Vingts aufgebaut; danach folgten mehrere kleinere Umbauten und Erweiterungen.                                                                      |  |
| XII.   |      | Saint-Antoine-des-Quinze-Vingts (Standort)                                  | Merklin              | 1909      | II/P  | 11     | Chororgel                                                          | |  |
| XII.   |      | Saint-Éloi (Standort)                                                       | Schwenkedel          | 1970      | II/P  | 15     | Hauptorgel                                                         | |  |
| XII.   |      | Saint-Esprit (Standort)                                                     | Gloton               | 1934      | II/P  | 17     | Chororgel                                                          | |  |
| XII.   |      | Chapelle de l’Agneau de Dieu (Standort)                                     | Simond-Côte          | 1993      | II/P  | 10     | Positiv                                                            | |  |
| XII.   |      | Chapelle de la Fondation Eugène-Napoléon (Standort)                         | Cavaillé-Coll        | 1857      | II/P  | 23     | Hauptorgel                                                         | Zurzeit unspielbar. |  |
| XII.   |      | Chapelle Notre Dame de Paix de Picpus (Standort)                            | Cavaillé-Coll        | 1882      | II/P  | 12     | Hauptorgel                                                         | |  |
| XIII.  |      | Notre-Dame-de-la-Gare (Standort)                                            | Cavaillé-Coll        | 1863      | II/P  | 25     | Hauptorgel                                                         | |  |
| XIII.  |      | Saint-Hippolyte (Standort)                                                  | Mutin-Cavaillé-Coll  | 1910      | II/P  | 15     | Hauptorgel                                                         | |  |
| XIII.  |      | Saint-Marcel (Standort)                                                     | Beuchet-Debierre     | 1967      | III/P | 53     | Hauptorgel                                                         | |  |
| XIII.  |      | Sainte-Anne de la Butte-aux-Cailles (Standort)                              | Abbey                | 1927      | III/P | 37     | Hauptorgel                                                         | |  |
| XIII.  |      | Sainte-Rosalie (Standort)                                                   | Mutin-Cavaillé-Coll  | 1900      | II/P  | 9      | Hauptorgel                                                         | |  |
| XIII.  |      | Chapelle Saint-Louis de l’hôpital de la Salpêtrière (Standort)              | Briel                | 1709      | III/P | 31     | Hauptorgel                                                         | |  |
| XIII.  |      | Chapelle Saint-Vincent de l’hôpital de la Salpêtrière (Standort)            | unbekannt            | ~ 1850    | I/P   | 4      | Positiv                                                            | |  |
| XIII.  |      | Conservatoire municipal Maurice Ravel (Standort)                            | Gonzalez             | 1984      | II/P  | 2 (26) | Unterrichtsorgel                                                   | Multiplexorgel |  |
| XIV.   |      | Église Protestante Unie de Port-Royal (Standort)                            | Alcouffe             | 1977      | II/P  | 15     | Hauptorgel                                                         | |  |
| XIV.   |      | Notre-Dame-du-Rosaire (Standort)                                            | Cavaillé-Coll        | 1890      | II/P  | 16     | Hauptorgel                                                         | |  |
| XIV.   |      | Notre-Dame-du-Travail (Standort)                                            | Haerpfer & Erman     | 1991      | III/P | 55     | Hauptorgel                                                         | Vollelektrische Trakturen; ein Teil der Orgel lässt sich auch vom zweimanualigen mechanischen Spieltisch aus anspielen. |  |
| XIV.   |      | Saint-Dominique (Standort)                                                  | Merklin              | 1904      | III/P | 32     | Hauptorgel                                                         | Ursprünglich als Privatorgel für Christian Bertier de Sauvigny erbaut; 1944 in Saint-Dominique aufgestellt. |  |
| XIV.   |      | Saint-Pierre de Montrouge (Standort)                                        | Merklin              | 1892      | III/P | 43     | Hauptorgel                                                         | Unter Verwendung von Teilen von Barker (1868); Mehrere darauffolgende Umbauten |  |
| XIV.   |      | Saint-Pierre de Montrouge (Standort)                                        | Stoltz               | 1868      | II/P  | 12     | Chororgel                                                          | 1900 erweitert durch Mutin-Cavaillé-Coll |  |
| XIV.   |      | Saint-Joseph de Cluny (Standort)                                            | Boisseau             | 1963      | II/P  | 13     | Hauptorgel                                                         | |  |
| XIV.   |      | Chapelle de l’Hôpital Saint-Joseph (Standort)                               | Young & Sons         | 1897      | II/P  |        | Hauptorgel                                                         | |  |
| XIV.   |      | Chapelle Sainte-Jeanne-d’Arc (Standort)                                     | Anneessens           | 1964      | I     | 5      | Positiv                                                            | |  |
| XIV.   |      | Chapelle des Pères Franciscains (Standort)                                  | Sévère               | ~ 1960    | II/P  | 15     | Hauptorgel                                                         | |  |
| XIV.   |      | Église Baptiste Montparnasse (Standort)                                     | Rieger               | 1907      | III/P | 28     | Hauptorgel                                                         | |  |
| XIV.   |      | Église Protestante Unie de Montparnasse-Plaisance (Standort)                | Costa                | 1946      | II/P  | 11     | Hauptorgel                                                         | Unter Verwendung von Gehäuse und Teilen der Vorgängerorgel von Suret 1850. |  |
| XV.    |      | Notre-Dame-de-la-Salette (Standort)                                         | Gonzalez             | 1970      | II/P  | 11     | Hauptorgel                                                         | |  |
| XV.    |      | Notre-Dame-de-Nazareth (Standort)                                           | unbekannt            |           | II/P  | 11     | Hauptorgel                                                         | |  |
| XV.    |      | Saint-Antoine-de-Padoue (Standort)                                          | Mutin-Cavaillé-Coll  | 1906      | II/P  | 18     | Hauptorgel                                                         | Ursprünglich für den Konzertsaal Touche am Boulevard de Strasbourg erbaut; 1926 nach Saint-Dominique versetzt; um 1945 ohne Gehäuse nach Saint-Antoine-de-Padoue versetzt; 2008 Bau eines neuen Gehäuses ohne Prospektpfeifen durch Olivier Chevron.                                       |  |
| XV.    |      | Saint-Christophe-de-Javel (Standort)                                        | Schwenkedel          | 1975      | II/P  | 12     | Hauptorgel                                                         | |  |
| XV.    |      | Saint-Jean-Baptiste de Grenelle (Standort)                                  | Haerpfer & Erman     | 1988      | II/P  | 26     | Hauptorgel                                                         | |  |
| XV.    |      | Saint-Jean-Baptiste-de-La-Salle (Standort)                                  | Merklin              | ~ 1850    | III/P | 28     | Hauptorgel                                                         | |  |
| XV.    |      | Saint-Lambert de Vaugirard (Standort)                                       | Debierre             | 1901      | III/P | 32     | Hauptorgel                                                         | |  |
| XV.    |      | Saint-Léon (Standort)                                                       | Merklin              | 1888      | III/P | 25     | Hauptorgel                                                         | Die Orgel wurde ursprünglich als Chororgel für Sainte-Clotilde errichtet und 1935 durch Pleye-Cavaillé-Coll erweitert und in einen privaten Salon umgesetzt; seit 1948 und nach einem weiteren Umbau durch Isambert befindet sich das Instrument bis heute in Saint-Léon                   |  |
| XV.    |      | Notre-Dame du Lys (Standort)                                                | Bois                 | 1994      |       |        | Hauptorgel                                                         | |  |
| XV.    |      | Chapelle de Notre Dame d’espérance (Standort)                               | Picaud               | 1957      | II/P  | 10     | Hauptorgel                                                         | |  |
| XV.    |      | Chapelle des Frères Hospitaliers de Saint-Jean-de-Dieu (Standort)           | Godefroid            | 1903      | II/P  | 22     | Hauptorgel                                                         | |  |
| XV.    |      | Église luthérienne de la Résurrection (Standort)                            | Cavaillé-Coll        | 1866      | II/P  | 10     | Hauptorgel                                                         | |  |
| XV.    |      | Conservatoire municipal Frédéric Chopin (Standort)                          | Kœnig                | 1998      | II/P  | 1      | Unterrichtsorgel                                                   | |  |
| XVI.   |      | Notre-Dame-d’Auteuil (Standort)                                             | Cavaillé-Coll        | 1885      | III/P | 53     | Hauptorgel                                                         | |  |
| XVI.   |      | Notre-Dame-de-Grâce de Passy (Alte Kirche) (Standort)                       | Merklin              | 1905      | III/P | 30     | Hauptorgel                                                         | |  |
| XVI.   |      | Notre-Dame-de-Grâce de Passy (Alte Kirche) (Standort)                       | Merklin              | 1860      | I/P   | 8      | Chororgel                                                          | |  |
| XVI.   |      | Notre-Dame-de-Grâce de Passy (Neue Kirche) (Standort)                       | Beuchet-Debierre     | 1965      | II/P  | 22     | Chororgel                                                          | |  |
| XVI.   |      | Notre-Dame-de-l’Assomption de Passy (Standort)                              | Gutschenritter       | 1922      | III/P | 29     | Hauptorgel                                                         | Bei dem 1959 in Notre-Dame de-l'Assomption aufgestellten Instrument handelt es sich um umgebaute und um ein neues Hauptwerk erweiterte Hausorgel des Titularorganisten von Notre Dame Léonce de Saint-Martin, die sich ursprünglich in seiner privaten Wohnung am Place des Vosges befand. |  |
| XVI.   |      | Saint-François de Molitor (Standort)                                        | Detlef Kleuker       | 1972      | II/P  |        | Hauptorgel                                                         | Die Orgel befand sich ursprünglich in der Kapelle eines Krankenhauses in Heidelberg und wurde 2018 nach Paris versetzt und umgebaut. |  |
| XVI.   |      | Saint-Honoré-d’Eylau (Alte Kirche) (Standort)                               | Mutin-Cavaillé-Coll  | 1903      | II/P  | 21     | Hauptorgel                                                         | |  |
| XVI.   |      | Saint-Honoré-d’Eylau (Neue Kirche) (Standort)                               | Mutin-Cavaillé-Coll  | 1903      | III/P | 40     | Hauptorgel                                                         | |  |
| XVI.   |      | Chapelle Sainte-Thérèse-de-l’Enfant-Jésus (Standort)                        | Roethinger           | 1939      | II/P  | 10     | Chororgel                                                          | |  |
| XVI.   |      | Saint-Pierre-de-Chaillot (Standort)                                         | Birouste             | 1992      | IV/P  | 54     | Hauptorgel                                                         | |  |
| XVI.   |      | Sainte-Jeanne-de-Chantal (Standort)                                         | Kern                 | 1977      | II/P  | 23     | Hauptorgel                                                         | |  |
| XVI.   |      | St. Albertus Magnus (Standort)                                              | Kern                 |           | I     | 3      | Positiv                                                            | |  |
| XVI.   |      | Chapelle Sainte-Thérèse de la fondation d’Auteuil (Standort)                | Abbey                | 1931      | III/P | 33     | Hauptorgel                                                         | |  |
| XVI.   |      | Chapelle Notre-Dame du Saint Sacrement (Standort)                           | Chevron              | 2017      | II/P  | 19     | Chororgel                                                          | |  |
| XVI.   |      | Coeur-Immaculé-de-Marie (Standort)                                          | Cavaillé-Coll        | 1897      | II/P  | 12     | Hauptorgel                                                         | |  |
| XVI.   |      | Chapelle de l’Institut de l’Assomption (Standort)                           | unbekannt            | ~ 1860    | I/P   | 6      | Hauptorgel                                                         | |  |
| XVI.   |      | Chapelle du collège et lycée Gerson (Standort)                              | Abbey                | 1892      | II/P  | 14     | Hauptorgel                                                         | |  |
| XVI.   |      | Chapelle du Collège et lycée Saint-Louis-de-Gonzague (Standort)             | Skinner              |           | II/P  | 14     | Hauptorgel                                                         | |  |
| XVI.   |      | Temple Protestant de l’Annonciation (Standort)                              | Schwenkedel          | 1973      | III/P | 27     | Hauptorgel                                                         | |  |
| XVI.   |      | Église Protestante Unie Paris-Auteuil (Standort)                            | Kœnig                | 1971      | II/P  | 15     | Hauptorgel                                                         | |  |
| XVI.   |      | Deuxième Eglise du Christ Scientiste (Standort)                             | Alexandre            | 1942      | II/P  | 15     | Hauptorgel                                                         | Im Generalschweller. |  |
| XVI.   |      | Maison de la Radio (Standort)                                               | Grenzing             | 2013      | IV/P  | 87     | Konzertorgel                                                       | |  |
| XVII.  |      | Saint-Charles-de-Monceau (Standort)                                         | Puget                | 1909      | III/P | 32     | Hauptorgel                                                         | |  |
| XVII.  |      | Saint-Ferdinand-des-Ternes (Standort)                                       | Quoirin              | 1995      | III/P | 34     | Hauptorgel                                                         | |  |
| XVII.  |      | Saint-François-de-Sales (Alte Kirche) (Standort)                            | unbekannt            | 1900      | III/P | 31     | Hauptorgel                                                         | |  |
| XVII.  |      | Saint-François-de-Sales (Neue Kirche) (Standort)                            | Mutin-Cavaillé-Coll  | 1920      | III/P | 35     | Hauptorgel                                                         | |  |
| XVII.  |      | Saint-Joseph-des-Épinettes (Standort)                                       | Mutin-Cavaillé-Coll  | 1904      | III/P | 19     | Hauptorgel                                                         | |  |
| XVII.  |      | Saint-Michel des Batignolles (Standort)                                     | Rieger               | 1923      | III/P | 27     | Hauptorgel                                                         | Ursprünglich für das Hôtel Majestique errichtet; seit 1936 in Saint-Michel des Batignolles; 1975 Elektrifizierung durch Gutschenritter. |  |
| XVII.  |      | Sainte-Marie des Batignolles (Standort)                                     | Mutin-Cavaillé-Coll  | 1923      | III/P | 30     | Hauptorgel                                                         | |  |
| XVII.  |      | Sainte-Odile (Standort)                                                     | Rochesson            | 1948      | II/P  | 21     | Hauptorgel                                                         | |  |
| XVII.  |      | Chapelle des Franciscaines Réparatrices de Jésus Hostie (Standort)          | Ruche                | 1973      | I/P   | 5      | Hauptorgel                                                         | |  |
| XVII.  |      | Temple Protestant des Batignolles (Standort)                                | Merklin              | 1898      |       |        | Hauptorgel                                                         | |  |
| XVII.  |      | Temple de l’Étoile (Standort)                                               | Mutin-Cavaillé-Coll  | 1917      | III/P | 33     | Hauptorgel                                                         | |  |
| XVII.  |      | Temple Protestant de l’Ascension (Standort)                                 | Link                 | 1894      | II/P  | 13     | Hauptorgel                                                         | |  |
| XVII.  |      | Église suédoise (Standort)                                                  | Hammarberg           | 1990      | II/P  | 13     | Hauptorgel                                                         | Neubau unter Verwendung des Gehäuses der Vorgängerorgel von Mutin (1920) |  |
| XVII.  |      | Conservatoire municipal Claude Debussy (Standort)                           | Quoirin              | 2019      | III/P |        | Konzertorgel                                                       | Alle Werke sind schwellbar! |  |
| XVIII. |      | Sacré-Cœur de Montmartre (Standort)                                         | Cavaillé-Coll        | 1898      | IV/P  | 78     | Hauptorgel                                                         | Ursprünglich als Privatorgel für den Baron Albert de l’Espée auf Schloss Ilbarritz errichtet; 1914 durch Charles Mutin in Sacré-Cœur aufgestellt. Eine der letzten großen Orgeln von Cavaillé-Coll.                                                                                        |  |
| XVIII. |      | Sacré-Cœur de Montmartre (Standort)                                         | Mutin-Cavaillé-Coll  | 1914      | II/P  | 19     | Chororgel                                                          | |  |
| XVIII. |      | Notre-Dame de Clignancourt (Standort)                                       | Merklin              | ~ 1890    | II/P  | 26     | Hauptorgel                                                         | Exaktes Baujahr nicht bekannt; Ende des 19. Jahrhunderts erbaut. |  |
| XVIII. |      | Notre-Dame de Clignancourt (Standort)                                       | Merklin              | ~ 1890    | II/P  | 14     | Chororgel                                                          | Exaktes Baujahr nicht bekannt; Ende des 19. Jahrhunderts erbaut. |  |
| XVIII. |      | Saint-Bernard de la Chapelle (Standort)                                     | Cavaillé-Coll        | 1862      | II/P  | 25     | Hauptorgel                                                         | |  |
| XVIII. |      | Saint-Bernard de la Chapelle (Standort)                                     | Cavaillé-Coll        | 1862      | II/P  | 10     | Chororgel                                                          | |  |
| XVIII. |      | Sainte-Jeanne-d’Arc (Standort)                                              | Beuchet              | 1962      | II/P  | 14     | Hauptorgel                                                         | Die Orgel enthält viel älteres Material u. a. von John Abbey, welche ursprünglich 1838 für die benachbarte Kirche Saint-Denys de la Chapelle erbaut worden war. |  |
| XVIII. |      | Saint-Jean de Montmartre (Standort)                                         | Cavaillé-Coll        | 1852      | II/P  | 28     | Hauptorgel                                                         | 1910 in die neue Kirche übernommen und seitdem mehrfach erweitert. |  |
| XVIII. |      | Saint-Pierre de Montmartre (Standort)                                       | Cavaillé-Coll        | 1869      | II/P  | 12     | Hauptorgel                                                         | |  |
| XVIII. |      | Sainte-Geneviève des Grandes-Carrières (Standort)                           | Cavaillé-Coll        | 1890      | III/P | 22     | Hauptorgel                                                         | |  |
| XVIII. |      | Église luthérienne Saint-Paul (Standort)                                    | Merklin              | 1898      | II/P  | 13     | Hauptorgel                                                         | |  |
| XIX.   |      | Notre-Dame-de-l’Assomption des Buttes-Chaumont (Standort)                   | Noorlander           | 1980      | II/P  | 15     | Hauptorgel                                                         | Gebraucht erworben. |  |
| XIX.   |      | Notre-Dame-des-Foyers (Standort)                                            | Cogez                | 2001      | II/P  | 11     | Hauptorgel                                                         | |  |
| XIX.   |      | Saint-François-d’Assise (Standort)                                          | Cogez                | 2008      | II/P  | 18     | Hauptorgel                                                         | Einige Register der Vorgängerorgel von Rochesson (1951) wurden wiederverwendet. |  |
| XIX.   |      | Saint-Georges de la Villette (Standort)                                     | Abbey                | 1900      | II/P  |        | Hauptorgel                                                         | Das Gehäuse ist seit 1983 leer, einige Pfeifen wurden in der Chororgel wiederverwendet. |  |
| XIX.   |      | Saint-Georges de la Villette (Standort)                                     | Mutin-Cavaillé-Coll  | 1907      | II/P  | 26     | Chororgel                                                          | Ursprünglich Saint-Pierre de Chaillot erbaut. 1995 nach Saint-Georges de la Villette umgesetzt. |  |
| XIX.   |      | Saint-Jacques-Saint-Christophe de la Villette (Standort)                    | Mutin-Cavaillé-Coll  | 1900      | III/P | 53     | Hauptorgel                                                         | Zahlreiche Teile stammen noch von Suret (1860), die Orgel wurde mehrfach umgebaut und erweitert sowie unter anderem elektrifiziert. |  |
| XIX.   |      | Saint-Jean-Baptiste de Belleville (Standort)                                | Cavaillé-Coll        | 1861      | II/P  | 22     | Hauptorgel                                                         | |  |
| XIX.   |      | Saint-Jean-Baptiste de Belleville (Standort)                                | Suret                | 1859      | II/P  | 13     | Chororgel                                                          | |  |
| XIX.   |      | Sainte-Claire (Standort)                                                    |                      |           |       |        | Hauptorgel                                                         | Neue Orgel in Planung (Stand 2020) |  |
| XIX.   |      | Cité de la musique (Philharmonie) (Standort)                                | Rieger               | 2016      | IV/P  | 91     | Konzertorgel                                                       | |  |
| XIX.   |      | Cité de la musique (Amphithéâtre) (Standort)                                | Dupont               | 1995      | II/P  | 29     | Konzertorgel                                                       | |  |
| XIX.   |      | Conservatoire national supérieur de musique et de danse de Paris (Standort) | Rieger               | 1991      | III/P | 54     | Konzertorgel                                                       | |  |
| XIX.   |      | Conservatoire national supérieur de musique et de danse de Paris (Standort) | Peter Meier          | 2020      | II/P  | 10     | Unterrichtsorgel                                                   | Orgel im Stil Aristide Cavaillé-Colls |  |
| XIX.   |      | Conservatoire national supérieur de musique et de danse de Paris (Standort) | Bloemenroeder        | 2020      | II/P  | 15     | Unterrichtsorgel                                                   | |  |
| XIX.   |      | Conservatoire national supérieur de musique et de danse de Paris (Standort) | unbekannt            | 1702      | I/P   | 8      | Unterrichtsorgel                                                   | Italienische Barockorgel |  |
| XIX.   |      | Église luthérienne Saint-Pierrede la Villette (Standort)                    | Gutschenritter       | 1931      | II/P  | 9      | Hauptorgel                                                         | |  |
| XX.    |      | Cœur-Eucharistique-de-Jésus (Standort)                                      | Pels                 | 1947      | II/P  | 22     | Hauptorgel                                                         | Ursprünglich für die Kirche in Wapenveld (Heerde) erbaut und 2007 nach Cœur-Eucharistique-de-Jésus umgesetzt. |  |
| XX.    |      | Notre-Dame-de-la-Croix de Ménilmontant (Standort)                           | Cavaillé-Coll        | 1874      | III/P | 25     | Hauptorgel                                                         | Das I. Manual war für ein Positif vorgesehen, welches aus konstruktiv bedingten Gründen nicht realisiert wurde, daher ist es bis heute ein Koppelmanual, auf welchem die Werke Grand Orgue (II) und Récit expressif (III) gemeinsam spielbar sind.                                         |  |
| XX.    |      | Notre-Dame-de-la-Croix de Ménilmontant (Standort)                           | Mutin-Cavaillé-Coll  | 1910      | I/P   | 10     | Chororgel                                                          | |  |
| XX.    |      | Notre-Dame-de-la-Croix de Ménilmontant (Standort)                           |                      |           | I     |        | Positiv                                                            | |  |
| XX.    |      | Notre-Dame-de-Lourdes (Standort)                                            | Bois                 | 1993      | II/P  | 12     | Chororgel                                                          | |  |
| XX.    |      | Notre-Dame des Otages (Standort)                                            | Roethinger           | 1956      | II/P  | 12     | Hauptorgel                                                         | |  |
| XX.    |      | Saint-Gabriel (Standort)                                                    | Steinmetz            | 1982      | II/P  | 25     | Chororgel                                                          | |  |
| XX.    |      | Saint-Germain de Charonne (Standort)                                        | Suret                | ~ 1850    | II/P  | 13     | Hauptorgel                                                         | |  |
| XX.    |      | Saint-Jean-Bosco (Standort)                                                 | Dargassies           | 1991      | II/P  | 29     | Hauptorgel                                                         | |  |
| XX.    |      | Église Protestante de Belleville (Standort)                                 | Puget                | 1908      | II/P  | 11     | Hauptorgel                                                         | |  |
| XX.    |      | Église Protestante Unie Béthanie (Standort)                                 | Cavaillé-Coll        | 1874      | I/P   | 7      | Hauptorgel                                                         | Im Generalschweller; Ursprünglich im Temple d’Étoile, seit 1916 in der Église Protestante Unie Béthanie |  |
| XX.    |      | Crématorium du Cimetière du Père-Lachaise (Standort)                        | Pleyel-Cavaillé-Coll | 1936      | II/P  | 17     | Chororgel                                                          | |  |

## Bedeutende ehemalige Orgeln
| Arr. | Bild | Gebäude                                   | Orgelbauer      | Bau- jahr | Man. | Reg. | Orgeltyp     | Anmerkungen |
| ---- | ---- | ----------------------------------------- | --------------- | --------- | ---- | ---- | ------------ | --- |
| IV.  |      | Kathedrale Notre-Dame de Paris (Standort) | Robert Boisseau | 1969      | II/P | 30   | Chororgel    | Die Chororgel der Kathedrale wurde beim Brand von Notre-Dame im April 2019 zerstört. |
| XVI. |      | Palais du Trocadéro (Standort)            | Cavaillé-Coll   | 1878      | IV/P | 66   | Konzertorgel | Die der Orgel des Trocadéro gilt als erste Konzertorgel Frankreichs und wurde regelmäßig u. a. von Guilmant, Franck, Widor gespielt. Die Orgel wurde 1939 verändert in den Nachfolgebau des Trocadéro, den Palais de Chaillot übernommen und 1972–1977 nach einem umfassenden Umbau durch Gonzalez im Auditorium Maurice Ravel in Lyon wiederaufgestellt. → siehe: Orgel des Auditorium Maurice Ravel |